# Urška Žolnir
Urška Žolnir (9. listopada 1981.) je slovenska judašica i aktualna olimpijska pobjednica u kategoriji do 63 kg. Članica je judo kluba Sankaku Celje.
Urška je na Olimpijadi u Ateni 2004. osvojila broncu pobijedivši kanadsku predstavnicu Marie-Hélène Chisholm. Na sljedećoj Olimpijadi u Pekingu 2008. imala je čast nošenja slovenske zastave pri ceremoniji otvaranja igara.
Slovenska judašica je 2009. postala europska prvakinja na prvenstvu održanom u gruzijskom Tbilisiju dok je 2012. u Londonu postala olimpijska pobjednica porazivši kinesku judašicu Xu Lili. Time je Urška postala najuspješnijim slovenskim judašem uopće te je prva Slovenka koja je osvojila olimpijsko zlato u individulanom sportu.
Trenira ju Marjan Fabjan a od 2001. je zaposlena u sportskoj jedinici slovenske vojske.

## Olimpijske igre

### OI 2012. London
| London 2012.          | London 2012. | London 2012.    | London 2012. |
| Protivnik             | Zemlja       | Uspjeh          | Natjecanje   |
| --------------------- | ------------ | --------------- | ------------ |
| Claudia Malzahn       | Njemačka     | 1100:0; pobjeda | 1. krug      |
| Estefania García      | Ekvador      | 1000:1; pobjeda | 2. krug      |
| Alice Schlesinger     | Izrael       | 1100:0; pobjeda | četvrtfinale |
| Munkhzaya Tsedevsuren | Mongolija    | 1000:0; pobjeda | polufinale   |
| Xu Lili               | Kina         | 100:11; pobjeda | finale       |

## Vanjske poveznice
- Data base Olympics.com